# 运河区
运河区是河北省沧州市下辖的一个市辖区。因京杭运河纵贯南北而得名。

## 人口
2021年全区共119973户，年末全区户籍总人口383703人，比2020年末净增8422人。全年出生人口3574人，人口出生率为9.42‰；死亡人口1264人，人口死亡率为3.33‰；人口自然增长率为6.09‰。从性别结构看，男性人口187140人，女性人口196563人，总人口性别比为95.21（以女性为100）。

## 气候
属暖温带大陆性季风气候，年降水量500～700毫米，年均温13.4℃。

## 行政区划
运河区下辖6个街道办事处、1个镇、1个乡：
水月寺街道、南环中路街道、南湖街道、市场街道、西环中街街道、公园街道、小王庄镇和南陈屯镇。